# Адольфо Марія Фрідріх
Адольфо Марія Фрідріх (ісп. Adolfo María Friedrich; 13 листопада 1897, Відень, Австро-Угорщина — 15 січня 1987, Асунсьйон, Парагвай) — австрійсько-парагвайський фотограф, натураліст, дослідник та збирач кактусів і орхідей.

## Біографія
Адольфо Марія Фрідріх народився у Відні 13 листопада 1897 року. Його батько, Йозеф Фрідріх, був професором медицини та ентузіастом аматорської фотографії. З раннього віку він навчав сина секретам цієї справи.
Адольфо закінчив початкову школу і змушений був припинити подальше навчання через початок Першої світової війни. Він поступив на службу до лав австрійської армії, як солдат полку віденських стрільців. Воював на фронтах Росії, Румунії та Італії. Дослужився до звання сержанта і був нагороджений трьома медалями за доблесть.
Через кілька років після закінчення війни, заохочуваний листами двоюрідних братів, що жили в Бразилії, він вирішив емігрувати до Південної Америки. 7 березня 1925 він прибув до Блюменау (Санта-Катарина) і захопився природою цієї країни. Разом зі своїми двоюрідними братами, він став збирати і аналізувати місцеві види рослин. Ботанічні статті регулярно направляв для публікації в європейських фахових журналах.
Потім він переїхав до Салвадору, де протягом короткого часу обіймав посаду помічника доктора Грегоріо Бондара, начальника сільськогосподарського департаменту штату Баїя, який був вихідцем з України. Через Бондара він познайомився з директором Ботанічного саду Асунсьйона, доктором Карлосом Фрібрігом. Той запросив Адольфо Фрідріха приїхати до Парагваю.
Він прибув в Асунсьйон 9 грудня 1930. Ознайомившись з дикою природою Парагваю, Фрідріх прийшов у захват і вирішив оселитися в країні. Він почав розвивати ботанічні та ентомологічні дослідження, роблячи свої фотографічні звіти науково обґрунтованими.
Фрібріг познайомив його з доктором Бруно Гуджіарі, муніципальним мером міста Асунсьйон, а також Хуліо Петерсеном, президентом туристичного і автомобільного клубу Парагваю. Гуджіарі запропонував утворити місцеву фотолабораторію, на що Фрідріх з радістю погодився. У той же час, у тісній співпраці з паном Петерсеном, вони створили перше географічне управління туризму Парагваю. Згодом, з 15 вересня 1932 до кінця 1933 він працював фотографом і кореспондентом газет «El Liberal» і «La Razón».
На початку війни з Болівією він зустрів доктора Карлоса Діаса Леона, директора військового санаторію, у супроводі якого, Адольфо Фрідріх здійснив поїздку в Чако і був представлений генералу Хосе Феліксу Естіґаррібії. Верховне командування прагнуло мати фотографії всього, що пов'язано з Чакською війною. Фрідріх був прийнятий до армії в чині молодшого лейтенанта резерву. Він був призначений офіційним фотографом командування і всі матеріали повинен був передавати міністерству оборони. Адольфо Фрідріх зумів наочно документувати величезні труднощі і велику жертву парагвайського солдата в Чакській війні.
Після закінчення війни, Міністерство оборони Парагваю присудило йому національний «Орден Заслуг» і «Чакський хрест» на знак визнання приголомшливих фотографій, зроблених під час конфлікту. Їхні негативи загальною кількістю понад 3500 одиниць не збереглися родичами.
29 січня 1935 Фрідріх став главою фотографічного відділу Міністерства національної оборони Парагваю.
Завдяки роботам, виконаним в Парагваї в області ботаніки, він познайомився зі знаменитостями в цій галузі науки, такими як доктор Еміліо Хасслер, Карлос Фрібриг, Теодоро Рохас, професор Клаудіо Паветті та Євгенія Бордас. Його бесіди з цими фахівцями дозволили йому отримати глибокі знання з флори Парагваю.

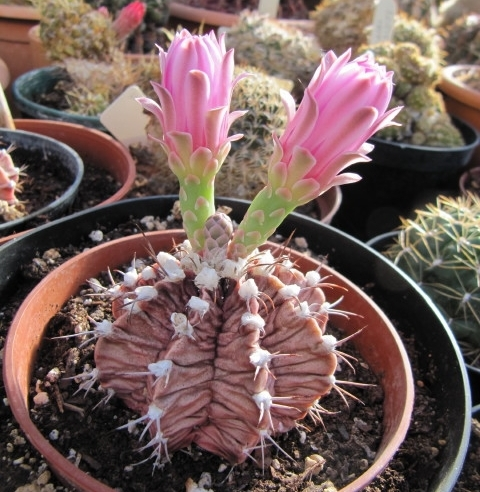
Gymnocalycium friedrichii

Уже під час своєї місії в Чако він збирав рідкісні кактуси та інші рослини в регіоні. Після численних поїздок Парагваєм, в яких він супроводжував вчених з різних країн, було відкрито більше десятка нових видів кактусів. Деякі носять його ім'я на знак визнання його як першовідкривача: наприклад, Echinopsis adolfofriedrichii, Gymnocalycium friedrichii (тепер вважається синонімом Gymnocalycium stenopleurum), Frailea friedrichii. Інші були названі на честь місця, де вони були знайдені: Frailea tuyense (ісп. Capilla Tuyá), Frailea ybatense (ісп. Itá Ybaté), Frailea ignacioense (грец. San Ignacio).
Спеціальна книга, присвячена кактусам Парагваю, була написана німецькою мовою і опублікована в 1985 році під назвою: «Кактуси Адольфо Марія Фрідріха і прекрасний Парагвай». Вона була видана в Австрії другом і земляком Адольфо Марія Фрідріха, вченим Гюнтером Мозером, який написав книгу, не будучи в Парагваї, але ґрунтуючись на точних відомостях Фрідріха, які той надсилав листами. Крім того Фрідіріх надіслав Мозеру близько 5000 кактусів Парагваю. Після їх вивчення той опублікував в декількох журналах перші описи окремих видів, які до того не були відомі.
Під час своїх численних подорожей Парагваєм Фрідріх почав збирати і дикі орхідеї країни. 20 березня 1977 разом з Уго Сагіером Негрете вони заснували перше «Парагвайське товариство любителів орхідей» («ісп. Sociedad Paraguaya de Orquidófilos»).
Протягом чотирьох десятиліть Адольфо Марія Фрідріх був фотографом Асунсьйона. Він зображав соціальні заходи (весілля, хрестини, перше причастя, випуск студентів). Фрідріх створив свою власну фотолабораторію і звертався за допомогою до своєї дружини, Селії, яка володіла олійним живописом і ретушувала фотографії, коли була потреба зробити їх у кольорі. Він також працював репортером для «Revista de Turismo», офіційного органу Генерального директорату з туризму. Він подорожував по регіону Чако і різним районам східного регіону, зробивши 4000 фотографій, на яких зображені міста і селища, звичаї, традиції та пейзажі.
Адольфо Марія Фрідріх опублікував барвистий альбом з понад 100 видами Асунсьйона. Він називається «Парагвай» і вийшов у Німеччині, з текстами англійською, іспанською, німецькою та французькою мовами. Його фотографії були використані для ілюстрації вінілового альбому, присвяченого парагвайській народній музиці. Він поступився своїми авторськими правами, не вимагаючи ні копійки у нагороду.
Адольфо Марія Фрідріх зібрав 35 фрагментів кераміки іспанських мініатюр Хосе Марсало. Його колекція також налічувала попільнички, вази, коробки, чашки, вентилятори, золоті філігранні намиста, гребені, матове срібло, антикварні лампи, слонову кістку, порцеляну, скло, марки, листівки, малюнки святих, і т. ін.
За часів президента Іхініо Моріньїго, через високу якість фоторобіт Фрідріха, деякі з них, такі, як «Солдат гуарані» і «Жінки Парагваю», були відібрані для друку банкнот Гуарані.
У 1979 році президент Альфредо Стресснер запросив Адольфо Фрідріха, щоб той зробив портрети, які було надіслано до Монетного двору Англії для карбування пам'ятних монет із золота і срібла з його обличчям.
Адольфо Марія Фрідріх помер у Асунсьйоні 15 січня 1987 року і був похований на італійському кладовищі міста (ісп. Cementerio Italiano).